# PSA-Renault X-Type
PSA X — серия бензиновых двигателей внутреннего сгорания, устанавливавшихся на автомобили Citroen, Peugeot, Talbot и Renault.

## Технические характеристики
| Типы двигателей       | 108     | 109—121  | 129—145         |          | 150          |
| PSA                   | XV      | XW       | XZ              | XL       | XY           |
| Renault               |         |          | X5G(*) — X6G(*) |          | X5J — X6J(*) |
| --------------------- | ------- | -------- | --------------- | -------- | ------------ |
| Объём                 | 954 см3 | 1124 см3 | 1218 см3        | 1288 см3 | 1360 см3     |
| Диаметр цилиндра (мм) | 70      | 72       | 75              | 76       | 75           |
| Ход поршня (мм)       | 62      | 69       | 69              | 71       | 77           |

## XV
- Объём: 1,0 л (954 см3)
- Диаметр цилиндра: 70 мм
- Ход поршня: 62 мм
- Мощность: 33 кВт (50 л. с.)

| Модель | Мощность          | Система питания |
| ------ | ----------------- | --------------- |
| XV8    | 33 кВт (50 л. с.) | Карбюратор      |

## XW
- Объём: 1,1 л (1124 см3)
- Диаметр цилиндра: 72 мм
- Ход поршня: 69 мм
- Мощность: 37—48,5 кВт (50—66 л. с.)

| Модель | Мощность            | Система питания |
| ------ | ------------------- | --------------- |
| XW3    | 42 кВт (57 л. с.)   | Карбюратор      |
| XW7    | 37 кВт (50 л. с.)   | Карбюратор      |
| XW3S   | 48,5 кВт (66 л. с.) | Карбюратор      |

## XZ
- Объём: 1,2 л (1219 см3)
- Диаметр цилиндра: 75 мм
- Ход поршня: 69 мм
- Мощность: 42—66 кВт (57—90 л. с.)

| Модель | Мощность          | Система питания |
| ------ | ----------------- | --------------- |
| XZ5    | 42 кВт (57 л. с.) | Карбюратор      |
| XZ5X   | 47 кВт (64 л. с.) | Карбюратор      |
| XZ7R   | 66 кВт (90 л. с.) | Карбюратор      |

## XY
- Объём: 1,4 л (1360 см3)

- Диаметр цилиндра: 75 мм
- Ход поршня: 77 мм
- Мощность: 53—68 кВт (71—91 л. с.)

| Модель | Мощность           | Система питания |
| ------ | ------------------ | --------------- |
| XY6B   | 53 кВт (72 л. с.)  | Карбюратор      |
| XY     | 82 кВт (111 л. с.) | Карбюратор      |
| XY7    | 44 кВт (60 л. с.)  | Карбюратор      |
| XY8    | 58 кВт (79 л. с.)  | Карбюратор      |
| XYR    | 68 кВт (92 л. с.)  | Карбюратор      |